# Fuscidea mollis
Fuscidea mollis är en lavart som först beskrevs av Göran Wahlenberg, och fick sitt nu gällande namn av V. Wirth & Vezda. Fuscidea mollis ingår i släktet Fuscidea och familjen Fuscideaceae.  Arten är reproducerande i Sverige. Inga underarter finns listade i Catalogue of Life.